# Глебов, Иван Иванович
Иван Иванович Глебов или Ощерин — московский дворянин на дипломатической службе у великих князей Московских Ивана III и Василия III.
Сын окольничего Ивана Васильевича Ощеры из рода Глебовых.
В 1493 году с 30 по 7 июля и в 1494 году 17 августа «поил» литовских послов. В январе 1495 года как стольник провожал Елену Ивановну замуж за литовского князя Александра Ягеллона. Вернулся 25 мая 1495 года. C 20 октября 1495 года по 24 марта 1496 года участвовал в походе на Новгород в свите великого князя.
В мае 1496 года отправлен послом к молдавскому господарю Стефану Великому, вернулся в 1497 году. На обратном пути был ограблен крымскими татарами.
7 марта 1503 года посылался потчивать литовских послов. 22 сентября 1503 года послан к крымскому хану Менгли Гирею. В материалах посольства называется боярином, хотя этого звания не имел. Как посол, он должен был разъяснить заключение мира между Иваном III и Литвой. В Путивле он год ожидал людей от Менли Гирея и 20 августа 1504 года получил новые указания. В Крым он попал только осенью 1504 года и пробыл там около года.
В декабре 1514 года присутствовал при встрече турецкого посла Камала. 14 января 1518 года дал разрешение Кириллово Белозерскому монастырю построить мельницу на своем берегу реки Яхрома.
По частной родословной после возвращения из Молдавии он был назначен дворецким Калужским и Старицким. После возвращения из Крыма ему, видимо для компенсации расходов, были пожалованы какие-то доходы с Твери, Коломны, Костромы, но он просил у Великого князя добавить, так как это не покрывало его долгов и ему было добавлены большие владения в Кореле.